# 8723 Azumayama
A 8723 Azumayama (ideiglenes jelöléssel 1996 SL7) a Naprendszer kisbolygóövében található aszteroida. T. Okuni fedezte fel 1996. szeptember 23-án.